# Reial Col·legi de Cirurgia de Barcelona
El Reial Col·legi de Cirurgia de Barcelona fou una antiga institució educativa, substituïda per la Facultat de Medicina de Barcelona.

## Història

### Antecedents
La cirurgia com la medicina era practicada per clergues durant l'alta edat mitjana. La pràctica de la cirurgia, l'art manipuladora de restaurar la salut, es desvinculà a l'Europa cristiana de la medicina ja després del Concili de Tours en què els clergues abandonen la pràctica de la cirurgia deixant-la a mans de seglars.
L'exercici de la cirurgia espanyola estava regulada pel Protomedicat, una mena d'institució presidida pel metge de cambra de la Monarquia Hispànica que mitjançant exàmens avaluava les aptituds dels practicants de la cirurgia. Fou Felip II qui va instituir certes disposicions per a presentar-se a aquest examen: calia haver sigut ajudant d'un altre cirurgià durant un mínim de quatre anys i assistir a certs cursos de caràcter universitari. Durant el regnats de Felip III de Castella aquests requisits de caràcter formatiu es van relaxant essent només de facto necessari acreditar haver estar al càrrec d'un altre cirurgià. Tot plegat confluí en la separació de dues menes de cirurgians els llatins, que havien rebut formació universitària, i els romancistes que simplement es dedicaven a la pràctica de la curació. A la llarga de cirurgians espanyols eren tots de la segona classe, ja que qui podia permetre's prendre cursos universitaris prenia la carrera de medicina, molt més prestigiada socialment.
Els romancistes, per la manca general de conceptes sobre anatomia, exercien operacions més aviat poc complexes com reduir hèrnies, arrencar queixals, aplicar pomades i emplastres, i alguns cop incorrien en pràctiques iatrogèniques com les excessives sagnies.
Aviat es dictaren disposicions per tal d'evitar aquests mals restringint la mena d'actuacions que el cirurgians, de tota classes, podien dur a terme sense la supervisió d'un metge. Així quatre classes de professionals exercien la cirurgia: Els metges cirurgians, els cirurgians llatins, els romancistes i els sagnadors (que ni tan sols havien superat l'examen del protomedicat).
Els col·legis de cirurgia neixen en el context de la il·lustració essent un canvi de paradigma sobre l'epistemologia de la ciència fins llavors basada, sobretot, en la transmissió de coneixements d'un mestre o autor a l'aprenent, prenent major importància la observació directa i l'experimentació. El 1748 es crea l'Académie royale de chirurgie a París. En el context ibèric destaca la primera acadèmia la Real Sociedad de Medicina de Sevilla (1697) la primera institució acadèmica d'Espanya. Al context barceloní sorgeixen noves institucions que fomentaran canvis en la cultura barcelonina: la Reial Acadèmia de Bones Lletres (1729), la Junta de Comerç (1758), l'Acadèmia de Ciències Naturals (1764) o la Reial Acadèmia de Medicina de Catalunya (1770) Dels tres col·legis de cirurgia creats a Espanya es trobaven en aquells temps en ciutats que no allotjaven cap universitat (Cadis, Barcelona i Madrid Universitat de Cadis, la Universitat d'Alcalá i la Universitat de Cervera). Així mateix, fruit del seu naixement a l'empara de l'Exèrcit i la Marina, disposaran el de Cadis i Barcelona accés als hospitals militars (el de la Marina per part de Cadis i l'Hospital General per part del de Barcelona. Els seus fundadors foren catalans i molts dels seus professors i alumnes eren d'aquestes terres.
A Barcelona ja funcionava un Col·legi de Cirurgia que funcionava com una mena de gremi del sector, prèvia inscripció o matricula per a exercir aquesta art.

### Funcions i organització
El Col·legi de Cirurgia va ser fundat a Barcelona per reial ordre l'any 1760, sota l'impuls i direcció de Pere Virgili i Ballvé (1699-1776), i segons el model del de Cadis. Era destinat a la formació de cirurgians militars i també civils. Virgili havia servit com a cirurgià de cambra del rei Ferran VI 1758-1760. Quan Carles III d'Espanya accedeix al tron decideix rellevar-lo de les funcions i ja a finals d'aquell any es dicta un reglament per al funcionament del nou Col·legi de Cirurgia. L'any següent el col·legi ja admetia matrícules de cirurgians llatins i romancistes. Les classes s'inicien sense l'edifici a l'antic Hospital de la Santa Creu de Barcelona. El 12 de juny es publiquen els estatuts i ordenances generals que aplicaran als col·legis de Cadis i Barcelona i per extensió a l'exercici de la professió un cop acabats els estudis. El col·legi era presidit pel primer cirurgià de cambra de la cort de Madrid, que delegava moltes de les seves funcions al Director. Així mateix el càrrec de Primer Mestre recau en el del Primer Cirurgià de l'Exèrcit.
Aquest i el director són els encarregats de fer la proposta de dos Mestres (nomenats formalment pel Rei d'Espanya). Per als altres dos mestres recau en els cirurgians de l'Hospital General. A aquests s'hi afegí un Mestre Supernumerari. A partir del 1795 les vacants es cobreixen per  oposició.
La incorporació com a alumnat a la fundació del col·legi incorporà tots els practicants que llavors hi havia a l'Hospital General, però a partir de llavors es demanà superar exàmens de llatí, lògica i física experimental. Els estatuts del 1764 recullen que els professors havien d'impartir ensenyances sobre osteologia, anatomia (amb obligació de la pràctica pública de disseccions), operacions, principis de cirurgia i terapèutica.
Amb l'adveniment de Antoni Gimbernat i Arbós com a professor al col·legi endega canvis en els estatuts que condeixen a l'establiment de nou càtedres amb els seus corresponents titulars:
- Anatomia
- Fisiologia i Higiene
- Patologia i terapèutica
- Afectes quirúrgics (ferides per armes de foc, i malalties dels ulls, oïdes i boca)
- Parts i malalties de dones i nens
- Malalties venèries i malalties d'ossos i embenatges
- Medicina teòrica-pràctica
- Botànica
- Física experimental

Al servei del col·legi hi havia un jardí botànic, una biblioteca, l'amfiteatre anatòmic i una col·lecció d'instrumental quirúrgic destinada a la formació. Molts dels seus professors varen escriure llibres per a l'ensenyança de la cirurgia al col·legi, i alguns emprats fora d'aquest, també s'hi traduïren alguns altres llibres de text procedents d'altres institucions anàlogues.
El 1807 es reformà l'organització de l'ensenyança mèdica a Espanya unificant-se els estudis de medicina i cirurgia. Malgrat tot aquesta reforma sembla que provocà resultats nefastos retornant-se l'any 1817 als plans d'estudis del 1771. Després de l'alçament de Rafael del Riego el 1821 es tornaren a unificar els estudis de Cirurgia i Medicina, creant-se les escoles especials de l'art de curar. A aquesta temptativa també s'hi uniren els estudis de Farmàcia, i es suprimiren els col·legis de Cirurgia i de Farmàcia de Barcelona i la Facultat de Medicina de la Universitat de Cervera i la Càtedra d'Ensenyança Clínica de Barcelona. El 1827 s'establí que els col·legis de Cirurgia es denominarien col·legis de Medicina i Cirurgia, conservant-se els estudis de Medicina impartits a les universitats. Arran dels episodis de crema de convents i la guerra civil pràcticament no hi havia activitat a Cervera, concentrant-se els estudiants d'aquesta disciplina a Barcelona. Entre els anys 1837-42 es traslladaren els estudis de la Universitat de Cervera a la restaurada Universitat de Barcelona, creant-se l'any 1843 la Facultat de Ciències Mèdiques on es refongué el Col·legi de Cirurgia.

### Relació de directors del Col·legi[13]
- Pere Virgili (1760-1775, defunció)
- Lorenzo Roland (1776-1790, jubilació)
- Francisco Martínez (1790-1793, cessament)
- Josep Antoni Capdevila (1793-1795)

El 1795, la direcció fou assumida per la Reial Junta Governativa dels Reials Col·legis de Cirurgia.